# La Font d'en Fargues
La Font d'en Fargues em catalão) é um bairro residencial no distrito de Horta-Guinardó. Suas origens se remontam a uma zona de veraneio de pessoas com maior poder aquisitivo de Barcelona, tais como Sarrià. Com o tempo se anexou a Barcelona.
O bairro tem masías e casas antigas que têm sido reformadas como casas de luxo. Tem uno dos colégios privados mais antigos da cidade, o Princess Margaret School, escola inglesa de grande prestígio.
Na atualidade o bairro tem se convertido em um exemplo de urbanização para toda a cidade. Está construído sobre a fórmula de cidade jardim e l maioria das moradias estão conformadas por flats grandes, com piscina e quadra de tênis, e possuem de três a quatro pisos.
É um dos bairros desconhecidos da cidade, ao encontrar-se ao lado da montanha.